# Arrêtez le massacre
Pour plus de détails, voir Fiche technique et Distribution.
Arrêtez le massacre est un film français d'André Hunebelle sorti en 1959.

## Synopsis
Tonin, champion de catch, monte à Paris. Il est récupéré par M. Bob, manager véreux, qui dissimule ses trafics. Tonin va lui servir d'homme de paille. Wanda, la maîtresse de Bob, l'aidera finalement à se sortir des griffes de son manager et il retournera en Ardèche couler une vie paisible.

## Fiche technique
- Titre original : Arrêtez le massacre
- Réalisation : André Hunebelle
- Scénario : Jean Halain
- Décors : Georges Levy
- Photographie : Lucien Joulin
- Son : René-Christian Forget
- Musique : Jean Wiener
- Montage : Jean Feyte
- Production : André Halley des Fontaines, André Hunebelle
- Société de production : Production Artistique et Cinématographique, UGC
- Société de distribution : Compagnie française de distribution cinématographique
- Pays d’origine :  France
- Langue originale : français
- Format : noir et blanc — 35 mm — 1,37:1 — son Mono
- Genre : Comédie dramatique
- Durée : 83 minutes
- Date de sortie :
  - France : 11 novembre 1959

## Distribution
- Jean Richard : Antoine Martin
- Corinne Marchand : Wanda
- Harold Kay : Bob
- Florence Blot : L'infirmière
- Jean Wiener : Le pianiste
- Geneviève Cluny : Solange
- Max Revol : Bigoudi
- Robert Destain : l'antiquaire
- Gisèle Grimm : Gisèle
- Clément Harari : le dentiste
- Michel Jourdan : Mickey
- Véronique Verlhac : Juliette
- Sacha Briquet
- Annie Anderson
- François Minucci
- Edmond Ardisson
- Jacques Ary
- Jean Daniel
- Claude Darget
- Max Desrau
- Georgette Peyron